# Bihastina albolucens
Bihastina albolucens es una especie de polilla perteneciente a la familia Geometridae, descrita por primera vez por Louis Beethoven Prout en 1916 con distribución endémica en Nueva Guinea Occidental. El sintipo fue un espécimen femenino descrito an el monte Goliath, en el corazón de la entonces Nueva Guinea neerlandesa La especie se ha encontrado a altitudes entre 500 a 7000 pies (152,4 a 2133,6 m) sobre el nivel del mar.

## Descripción
La mitad inferior de la cara es blanco y la parte superior marrón oliva. Los palpos son marrón oliva. El vértice y la base de la antena son blancos, con una fina franja transversal oliva cerca de la extremidad posterior de la cabeza. El tórax y abdomen son blancos, con un marcado moteado dorsal y más tenuemente oliva en la zona ventral. Por su parte, la extremidad anal es blanca.

### Alas
El ala anterior es de color blanco, las venas opacas de un color oliva grisáceo oscuro con una pequeña mancha basal. Cuenta con manchas costales oscuras y se oscurecen donde cruzan M y SM2.: Notas 1  El fleco es blanco, con manchas oscuras en los extremos de las venas. El ala posterior cuenta con dos líneas distales del área media continuas con un espacio blanco posterior que se ensancha desde R3.